# 企画ネット番組
企画ネット番組（きかくネットばんぐみ）とは、主にテレビ・ラジオ番組で用いられる用語で、番組スポンサーや基本構成・タイトルのみ統一させ、その他の内容を各局が独自の内容で制作・放送している番組のことである。

## 概要
ネットワークセールス枠の一種であり特にAMラジオ番組で多くみられるが、テレビ番組ではごくわずかにとどまっている。同一のネットワーク系列内で行われることが多いが、複数のネットワークをまたぐ場合もある。
このような番組の目的としては、主に以下の理由がある。
- ネットワークに加盟局の連帯感を深めるため。
- キー局がナショナルスポンサーを開拓して、各局へのネットワークセールスを主体にする。

## 主な企画ネット番組（ラジオ）

### NHK
- FMリクエストアワー
土曜日夕方の3時間ワイド番組で、「（コールサイン）+リクエストアワー」、「（地域名）＋リクエストアワー」としていたのが多かった。
- 夕べのひととき（九州・沖縄ブロックのローカル番組化）

### JRN系列
- 歌のない歌謡曲
2023年9月29日までは松下電器→パナソニックの1社提供で、TBSラジオをはじめとする全国37局にて企画ネットされていた。原則としてJRN系列局での放送だったが、NRN単独ネット局の栃木放送・KBS京都、独立局の岐阜放送・ラジオ関西でも放送された。同年10月2日以降は、IBC岩手放送・ラジオ福島・ラジオ関西の3局による企画ネットとして放送が継続される。
- こども音楽コンクール
- 話題のアンテナ 日本全国8時です
ABCラジオはスポンサーCMのみをネットして、早朝ワイド番組の1コーナー（月曜 - 木曜『おはようパーソナリティ小縣裕介です』、金曜『おはようパーソナリティ古川昌希です』の話のダイジェスト（『おはようパーソナリティ道上洋三です』放送当時は後述の話のハイウェイ）、土曜『サクサク土曜日 中邨雄二です』の雄ちゃんのおしゃべり宝箱）を放送。CBCラジオは朝のワイド番組内（平日:『多田しげおの気分爽快!!朝からP・O・N』 → 『CBCラジオ ＃プラス!』、土曜:『石塚元章 ニュースマン!!』）の8時台にスポンサーCMのみをネットしている。
  - 話のハイウェイ
ABCラジオ『おはようパーソナリティ道上洋三です』向けに放送していたトヨタ自動車&トヨタディーラー → トヨタの販売店提供のコーナー番組。『話題のアンテナ 日本全国8時です」の番組本編は大阪ではネットせず、同番組からCMのみをネットした。トヨタの販売店がスポンサーを降板した後も、ABCで独自のスポンサーを付けながら同番組内でコーナーを存続。後に「話のハイウェイ」を「話のダイジェスト」に統合して「日本全国8時です」の企画ネットスポンサーとして、現在も『〜小縣裕介です』『〜古川昌希です』内で継続している。
  - トヨタ・モーニング・レーダー
NRN系列局の東海ラジオ放送の平日帯朝ワイド番組内で放送していたトヨタ自動車&トヨタディーラー → トヨタの販売店提供のコーナー番組。ABCラジオ同様「日本全国8時です」の番組本編は名古屋地区でも放送せず、CMのみを放送（ただし、ヒッチハイクはCBCラジオで放送）。トヨタの販売店がスポンサーを降板したと同時にコーナーは終了。同番組の企画ネットスポンサーはCBCラジオに移管した。
- はがきでこんにちは → 三遊亭円楽のおたよりください! → 伊集院光のおたよりください!
  - CBCラジオとRKBラジオでは日本香堂協賛でネット受け（他の地域ではスポンサーなしか、地元企業協賛で放送するところがある）。
  - TBSラジオ（ゆうゆうポスト → 月 - 木曜は伊集院光とらじおと、金曜は有馬隼人とらじおと山瀬まみと[1] 内8:41頃の「〜とお便りと」 → パンサー向井の＃ふらっと内の「日本香堂ふらっとポスト」）、HBCラジオ（山ちゃん美香の朝ドキッ!内・日本香堂マイトピックス → 気分上昇ワイド ナルミッツ!!!内・私のふるさとマイタウン）、MBSラジオ（ありがとう浜村淳です）、中国放送（平成ラヂオバラエティごぜん様さま・おたより様さま=火・木曜）は日本香堂協賛の企画ネット。
  - 2024年3月いっぱいの「おたよりください!」終了とともに企画ネット枠は解消され、TBSラジオの「日本香堂ふらっとポスト」を残して各局の協賛枠も終了した。
- ネットワークトゥデイ・ウィークエンドネットワーク
前者番組はMBSラジオ・和歌山放送・RKBラジオ（2023年3月27日から）にて、後者番組はTBSラジオ（2023年1月7日から）・MBSラジオにてそれぞれ同一タイトルのローカルニュースとして放送（それ以外の系列局での後者番組は、2021年4月からTBSラジオが裏送りした内容を放送）。かつては、ラジオ福島も2006年9月まで前者番組の企画ネットによる同一タイトルのローカルニュースを放送していた。
- 通勤情報
月桂冠提供の電車通勤向け運転情報ミニ番組。名古屋地区はCBCラジオ・大阪地区はABCラジオで放送していた。
- こどもの心
資生堂提供の企画ネット番組。TBSラジオ・CBCラジオ・ABCラジオの3局で放送していた。採用者には各局毎に記念品を贈呈。現在は前述の『おはようパーソナリティ』（月曜 - 木曜『〜小縣裕介です』、金曜『〜古川昌希です』、かつては月曜 - 金曜『〜道上洋三です』）でタイトル（「こどもの詩」）とスポンサーを変えながら存続している。
- ミュージック・ハイウェイ
TBSラジオが系列局向けに裏送りしていた番組だが、MBSラジオは本編を自社で制作する独自の内容で放送していた。RKBラジオは平日午後に放送していた『歌謡曲ヒット情報』内で当番組のコマーシャルのみを流していた。
- ドライバーズ・リクエスト
2009年3月まで、TBSラジオでは生放送番組のコーナーとして放送、その他の局は別のパーソナリティによる録音放送だった。2009年4月から2021年9月の放送終了まで、全国同一内容となったため、企画ネットとしての形態は解消。
- Podcastこねくしょん → ジェーン・スー 生活は踊る（エンディング枠）
「Podcastこねくしょん」は『こねくと』の一コーナー。前述の『ミュージック・ハイウェイ』『ドライバーズ・リクエスト』の放送枠（『朗読のミカタ』を最後に番組形式としては終了）の名残で、系列局への企画ネット扱いのCM枠が存在していた。『生活は踊る』の終了時刻ならびに『こねくと』の開始時刻の繰り下げに伴い、このCM枠は『生活は踊る』のエンディング前に移動した。
- 待ったなし大相撲（MBSラジオのみ、実況は同内容だが、好角家ゲストなどはTBSとは別に設定されていた）
- 日本コカ・コーラスポンサード
サウンズ・ウィズ・コーク／STUDIO C2 SQUARE
- エミ子 → 久実（と○○）の長い付き合い（TBSラジオ・HBCラジオ・ABCラジオ）
パーソナリティーは当初は中山恵美子、のちに大友久実が3局共通で担当していたが、それぞれの地域特性を考慮して、地域別3バージョンで制作。収録はTBS版は自社スタジオ、HBCとABCはそれぞれ都内（HBC=銀座、ABC=芝公園）の東京支社のスタジオで行った。
- TOYOBOメモリーポップス（TBSラジオほか）/メモリーズ・オブ・ユー（ABCラジオ）
東洋紡提供の音楽番組。歴史自体はABCの『メモリーズ・オブ・ユー』の方が古く、TBSの『メモリーポップス』立ち上げにより企画ネットの関係が成立した。『メモリーポップス』終了と同時に東洋紡は『メモリーズ・オブ・ユー』のスポンサーも降板したが、『メモリーズ・オブ・ユー』は別のスポンサーを迎え、2025年時点でも放送を継続している。
- 子ども天気予報
夏休み・冬休み・春休みの各期間中に、TBSラジオ・HBCラジオ・RSKラジオ・中国放送・RKBラジオ・長崎放送・熊本放送・大分放送・RBCiラジオで企画ネット。
- パンシロン Presents おなかがグーは、しあわせのグー。（RKBラジオ・大分放送・長崎放送・熊本放送・宮崎放送・南日本放送・RBCiラジオ）
2023年10月2日に放送開始、2025年3月28日終了。JRN九州・沖縄エリア加盟局が対象でいずれも前述の『歌のない歌謡曲』の後番組。ロート製薬（パンシロン名義）が提供、放送時間・内容も各局によって異なる。
なお、中部地方のJRN加盟局（信越放送・山梨放送・新潟放送・静岡放送・北日本放送・北陸放送・福井放送・CBCラジオ）でも2024年5月6日から12月31日まで放送されていたが、こちらは金曜日のみ企画ネット（各局独自の内容）で、月 - 木曜日は参加局が週替わりで制作し各局とも同一内容を放送していた[2][リンク切れ]。

### NRN系列

#### 文化放送
- 武田鉄矢・今朝の三枚おろし
HBCラジオ・静岡放送・KBCラジオでは独自の内容で放送。
この姉妹番組である「アーサー・ビナード 午後の三枚おろし」が2017年4月3日より2022年3月25日まで放送されていたが名古屋・大阪・福岡などはネットせず企画ネットか独自の内容（あるいはローカルワイド内1コーナー）として扱われていた。
- クラウンレコード1万円クイズ
一時ニッポン放送が制作した時期がある。
- ニュース・パレード
東北放送は企画ネット扱いで、「5時のTBCニュース（河北新報ニュース）」と「TBCニュースTODAY」でコマーシャルのみを提供。かつては、企画ネットで同題名での自社制作によるローカルニュースを信越放送（深夜放送時代 - 1997年ごろまで）と新潟放送（2017年3月まで）で放送していた。
- 朝の歳時記
JRN系列のCBCラジオ制作の番組を一時期文化放送ローカルにタイトルを改題･差し替えて放送されていた。
- ダイハツ朝のドライブミニマップ
名古屋地区は東海ラジオ・大阪地区はMBSラジオにて放送されていた。
- 赤ちゃん気分
ベビーねんねでおなじみのキングベビーがスポンサーでかつて放送していたミニ番組。文化放送では「志の輔ラジオ 気分がいい!」の1コーナーとして放送されていた。名古屋地区は東海ラジオ・大阪地区はラジオ大阪・広島地区は中国放送他にて放送されていた。
- トヨタサンデースペシャル・決定!全日本歌謡選抜→TOYOTA SUPER COUNTDOWN 50
NRN加盟の北海道放送、東海ラジオ、ラジオ大阪で放送。曲の集計・番組進行・パーソナリティもすべて異なった。
福岡・RKBラジオ（JRNフルネット局）については「RKBベスト歌謡50」の後半14～16時台を「トヨタサンデースペシャル」として放送していたが、上記番組『歌謡選抜』へのランキングデータ提供は、裏のKBCラジオ『輝け! 全日本歌謡ランキング』（複数スポンサー協賛）が請け負っていた。
- 青春キャンパス
金曜のみ企画ネット扱いの対応系列局があった（詳細は番組の記事を参照）。
- 下野紘・巽悠衣子の小説家になろうラジオ（文化放送）/寺島惇太と三澤紗千香の小説家になろうnavi（MBSラジオ）
同じスポンサーの1社提供。番組自体はQR制作の左記のほうが先にスタートし、その半年後にMBSラジオの番組が始まった。当初QRはナイターオフシーズン、MBS-Rのそれは協賛社のサイト開設15周年記念の位置づけでそれぞれ半年間限定の予定だったが、のちに通年放送となった。ただし、MBSラジオについては三澤の諸事情で番組を途中で降板、徳井青空に交代して番組は継続している。（詳しくは番組を参照。）
- ビューティフル・メロディーズ〜よみがえる青春のポップス
東海ラジオは企画ネット扱いで独自に放送されていた。ただし、「WBCワールドベースボールクラシック2023日本代表戦実況中継」（ニッポン放送制作）で数回コーナー休止日もあった。[3]

#### ニッポン放送
- JFマリンバンク海の天気予報（ニッポン放送他全国32局ネット）
- お早うネットワーク
静岡放送、東海ラジオ放送、MBSラジオ、中国放送、九州朝日放送の5局は協賛スポンサーのみが共通ネットで、各放送局ごとの独自内容になっている。それ以外についてはニッポン放送製作による自局放送番組の「お早う!ニュースネットワーク」か、同局製作による裏送り番組の「畑中秀哉・情報宝島」のいずれかをネットし、双方ともネットしている放送局は、後者はローカルセールス番組としての適用を受ける。
- スポーツ人間模様（東海地区ではCBCラジオで放送している）
- 久光製薬 リラックスタイム（基幹局のみ）
- ランチリクエスト
キー局のニッポン放送自体はCMのみを放送していることから、地方局向けの音楽を紹介するコーナーおよび番組。全放送局が午前11時台に固定されている。局によっては、同じ趣向のまま別タイトルで放送される場合もある。
- 街角ステーション・トヨタ街角ステーション
ニッポン放送・静岡放送で企画ネット。2021年3月までは週1回を後者のタイトルにて放送するとともに、それ以外の31局でも同一タイトルにて企画ネットとして放送した。なお、名古屋地区ではJRN加盟局のCBCラジオにて放送されていた。
- 日本を元気に!あなたの街のささえびと
上記の「トヨタ街角ステーション」の後番組として、ニッポン放送をはじめ全国32局で企画ネットされた。上記と同様に、名古屋地区ではJRN加盟局のCBCラジオにて放送されていた。トヨタの降板により2022年3月に終了。
- ショウアップナイター オフ期ワイド企画
STVラジオ・ニッポン放送・東海ラジオ・MBSラジオ・KBCラジオで企画ネット。2012年度オフは編成せず。
- ラジオ・チャリティー・ミュージックソン
NRN加盟12局が参加し、各局それぞれ別々に制作しているが、全参加局でネットされるコーナーとして『声の握手』があり、それぞれの参加局バージョンの番組パーソナリティが挨拶したものをリレー形式で繋いでいるので、全参加局の親睦コーナーとなっている。また、『オールナイトニッポン ラジオ・チャリティー・ミュージックソン』は、企画参加局を除いたオールナイトニッポンのネット局での放送であったが、現在は一部を除き企画参加局でもネットするようになった。
- キリン氷結ストロング ストロングプレイヤー→キリン一番搾り いちばんプレーヤー・またはキリンラガービール ガツン!プレーヤー
STVラジオ・東北放送・ニッポン放送・東海ラジオ・ABCラジオ・RCCラジオ・KBCラジオで実施されている企画ネット　詳述。

- 東芝今朝一番
名古屋地区は東海ラジオ・大阪地区はABCラジオ・福岡地区はKBCラジオにて放送されていた。
- 2ウェイ･ストリート
「多湖輝のラジオ頭の体操」を番組途中で、ネットを打ち切った、大阪地区MBSラジオが、自社制作ワイド番組内で放送していたコーナー。日健総本社がスポンサーだった。
- タウンページで拡がる新しいおつきあい
名古屋地区はJRN加盟局のCBCラジオ・大阪地区はABCラジオにて放送されていた。NTT（現在のNTTタウンページ）がスポンサーだった。
- 三菱ダイヤモンドハイウェイ→日石三菱ドライビングハイウェイ→ENEOSドライビングハイウェイ（1970年代 - 2004年3月）
- 日産フラッシュジャーナル→NISSANビジネスサポートトピックス
一部局ではニッポン放送による製作裏送りで「日産ラジオナビ スポーツ最前線」を放送。
- ヤマハ枠
ぽっぷん王国→ぽっぷん王国ミュージックスタジアム（ともに金曜のみ）→TEENS' MUSIC WAVE
- 平和ハッピースロットル
- タウンページPresents ラジオ産経抄
- TOYOTA 飛び出せ街かど天気予報
ABCラジオでは「トヨタ街かどお天気交差点」のタイトルで企画ネット。
- JX童話の花束
- スズキアリーナ夕焼け応援団
ニッポン放送・東海ラジオ・MBSラジオで企画ネット。
- お父さんへの温かいメッセージ
ニッポン放送では「お父さんバンザイ!」のタイトルで放送。
- スポーツ&バラエティーワイド
ニッポン放送・STVラジオ・東海ラジオ・MBSラジオ・KBCラジオの5局で1987年度オフ〜2009年度オフまでCMのみネットで編成されていた企画ネット。
- Coke Teens Club
- 話のダイジェスト
2003年9月26日まで大阪地区ABCラジオが自社制作ワイド番組内で放送していた企画ネット番組1コーナー。鈴木自動車→SUZUKIがスポンサーだった。CMとネットPTはニッポン放送から送出されていた。2003年9月29日以降はMBSラジオへ提供枠を移行し大阪地区でもニッポン放送制作の「SUZUKIハッピーモーニング・いってらっしゃいシリーズ」がネットされるようになり、同時にABCラジオも別スポンサーとしてコーナーを継続、2009年4月にはトヨタ自動車と販売店提供のJRN系列企画ネット番組だった「話のハイウェイ」（前述）がスポンサーであるトヨタが降板したことで「話のマーケット」とともに3つのコーナーを統合して現在に至る。

### その他のAM局
- すこやか介護
- トヨタミュージックドライブ
- 我が町バンザイ（東北六県ネット）
- 梅博士 松本紘斉のヘルシーモーニング
ラジオ大阪=一時期MBSラジオを幹事局としたNRN基幹局企画ネット。松本紘斉（梅丹本舗会長）、梅研究家と各参加局のアナウンサー、パーソナリティとの電話対談。
- イケダパン一社提供の作文番組シリーズ
1970年代以降、南日本放送『私たちの作文』から派生したものとして、宮崎放送『私たちの作文』、大分放送『私の作文』があり、小学生が自作したテーマフリーの作文を局アナウンサーが朗読するスタイルの番組で、2023年現在まで続いている（ただしイケダパンは1990年代頃に一斉降板していた）。かつては熊本放送も同種の番組を製作していたことがあり、現在こそ『ちびっ子タイム・このゆびと〜まれ!!』の番組名でテレビで放送されているものの、ラジオで放送された『わたくしの作文』（和歌山放送で開局当初からある番組とは別）を原型とし、イケダパンの一社提供でアナウンサーが朗読するスタイルだった。イケダパンが降板するのを期にテレビに移行し、制作した小学生が朗読するスタイルに変更された。

### JFN系列
- 沢田聖子 もうひとつの週末
Date fmとAIR-G'で放送。
- Big America 2 Presents HOT SHOT PARTY![4]
2011年2月11日。JFN全国36局ネット。
全国100局ネット特番「Big America 2 Radio Special Program!」に近い形で放送。今回はJFN系列のブロックごとに放送され、のちに全国ネットで放送される。なお、Big America 2の販売のない、大分と熊本は除外される。
  - 北海道ブロック：10:30 - 11:30 AIR-G'（DJ：山田瑞希）
  - 東北ブロック：10:30 - 11:30 Date fm－エフエム青森－AFM－エフエム岩手－Rhythm Station－ふくしまFM（仙台主導、DJ：井上崇）
  - 関東信越静岡ブロック：10:30 - 11:30 TOKYO FM－FMぐんま－Radio Berry－K-MIX－FM長野－FM-NIIGATA（東京主導、DJ：井手大介）
  - 中部北陸ブロック：10:30 - 11:30 FM AICHI－Radio80－radio cube－FM福井－Hello Five－FMとやま（愛知主導、DJ：内藤聡）
  - 近畿中国四国ブロック：11:00 - 12:00 FM OSAKA－e-radio－KISS FM KOBE－FM岡山－HFM－V-air－FMY－FM愛媛－エフエム香川－エフエム徳島－Hi-Six（大阪主導、DJ：KOJI）
  - 九州ブロック：10:30 - 11:30 FM FUKUOKA－FMS－fm nagasaki－JOY FM－μFM（福岡主導、DJ：BUTCH）
  - 沖縄ブロック：14:00 - 14:55 エフエム沖縄（DJ：西向幸三、糸数美樹、まーちゃん）
  - 全国36局ネットパート：15:00 - 16:00 （DJ：井出大介）

Big America 2の販売のない、大分と熊本では、iCon'Chicken提供の特番が放送された。
  - 熊本・大分エリア：10:30 - 11:30／15:00 - 16:00 McDonald's iCon'Chicken presents 出会いの金曜日（FMK－Air-Radio／熊本主導、DJ　松崎ひろゆき）
- コジマ キャッチ・ザ・ワールド（TOKYO FM・fm osaka）
- MINTIA Refresh Music（TOKYO FM[5]）
- 痛快!あるあるラジオ（レディオキューブ FM三重制作、FM AICHIは独自内容）[6]
- マイメロディのマイメロセラピー（TOKYO FM・FM大阪）
- ONE MORNING
  - ONE MORNING AICHI・ONE MORNING SATURDAY（FM AICHI）

### JFL系列
- HOT 100（4局）
  - TOKIO HOT 100（J-WAVE）
  - ZIP HOT 100（ZIP-FM）
  - OSAKAN HOT 100（FM802）
  - SAPPORO HOT 100（NORTH WAVE）
- REAL-EYES（J-WAVE）
- STYLE STUDIO（J-WAVE/ZIP-FM/NORTH WAVE/cross fm、FM802）
ZIP/NORTH/crossの3局はJ-WAVEが製作しているものをネットしているため、実際はJ-WAVEとFM802との間による企画ネット番組。

### MegaNet系列
- TOYOTA WORLD SPORTS（1999年頃~2008年3月）

### 複数の系列局にまたぐもの
- エンドーミュージックショーウインドー（TBCラジオ・IBCラジオ（両局ともにJRN・NRNクロスネット））
- ビヒダス・レディオ・ハイスクール（FM Yokohama（独立局）・FM AICHI・fm osaka（後者2つはJFN））
- ノバルティスファーマ Healthy Wave（FM802・FM NORTH WAVE・ZIP-FM・CROSS FM（以上JFL）・FM Yokohama（独立局）・RSKラジオ（JRN/NRN））
- FMラジオショッピング
- SUNSTAR MIDNIGHT HARBOUR（～2021年3月31日）→SUNSTAR STARLIGHT HARBOR[7]（2021年4月1日～）（FM Yokohama（独立局）・FM802（JFL））
- サンドウィッチマンの「OK Google, ○○ラジオつけて」（2019年12月に全国63局のAM・FMラジオで放送された1時間の特別番組。番組名の「○○」には放送局名が入る）
- MUSIC AWARDS JAPAN RADIO : GET READY（2025年5月に全国63局のAM・FMラジオで放送された1時間の特別番組。ナビゲーターはクリス・ペプラー。）

### 民放ラジオ全局共同放送
- Big America 2 Radio Special Program!（2011年1月10日に民放ラジオ全100局で放送）
- 青春ラジオドラマ オートリバース（2020年12月7日から12月13日までにかけて民放ラジオ全99局で順次放送された1時間ないし55分のバイノーラル録音によるラジオドラマ。内容の結末が3つに分かれていた。）

## 主な企画ネット番組（テレビ）

### NHK
- ニュースワイド640→630（NHK大阪放送局他）
近畿地方向けの夕方のニュースワイドであるが、タイトルのみ共通で、内容は2府4県それぞれ別内容。終了後も一時期近畿2府4県共通となっていた時期があったが、現在の「ほっと関西」の時間帯も府県別のタイトルであるが事実上コンセプトは企画ネットである。
- ほっとイブニング→まるっと!（NHK名古屋放送局他）
中京圏向けの夕方のニュースワイドであるが、18:30以後はタイトルのみ共有しながら3県それぞれ別内容で放送している。

### 日本テレビ系・TBS系
- キユーピー3分クッキング
詳細は当該記事を参照。日本テレビとCBCテレビがキー局となり、それぞれ異なる内容で制作。各地のネット局もいずれかを選択してネット受けしている。かつては、北海道放送、東北放送、琉球放送で同じ系列のCBCと異なる独自の内容を自社制作したことがあったほか、テレビ西日本の日テレ系→フジテレビ系へのネットチェンジに伴い、当時日テレ系番組を販売購入で放送していた九州朝日放送でも自社で独自の内容を生放送したことがあった。

### 日本テレビ系
- 読売新聞ニュース
読売テレビでは夕刊ニュースを1982年から2000年まで独自内容で放送[8]。
- ブカツの天使（2008年4月 - 9月、2009年4月 - 9月）
日本テレビ系列30局で放送。また2009年4月からは火曜サプライズ内で全国版として日本テレビ系列30局に加え日本テレビ・読売テレビ・中京テレビにもネットしていた。
- めばえ
同名のコーナーを関西ローカルで放送してきた読売テレビを幹事局に、他の日本テレビ系列局（札幌テレビ、山形放送、ミヤギテレビ、福島中央テレビ、テレビ信州、中京テレビ、北日本放送、テレビ金沢、福井放送、日本海テレビ、広島テレビ、山口放送、四国放送、西日本放送、南海放送、高知放送、長崎国際テレビ、熊本県民テレビ、鹿児島読売テレビ）および、TBS系列局の琉球放送[9] で自社制作の報道・情報番組に1コーナー扱いで内包。一部のネット局で独自のタイトルを使用するほか、放送の曜日・時間帯や制作体制などがネット局によって異なる。

### TBS系
- JNNフラッシュニュース
JNN協定の発動対象番組であるため、全加盟局で同一タイトルにて同時に放送されるニュース番組である。原則同一の番組内容ではあるが、それに関しての制限を設けていないこともあり、ミニ番組としての機動性のしやすさを活かして放送局によっては自然災害や地方統一選挙の開票時などは自社制作の関連情報に内容を独自に差し替えているため、その時に限って企画ネットに近い扱いを受けている。
- 笑ケース100
TBS製作の「east」バージョンと、MBS製作の「west」バージョンの2種類がそれぞれ富山・静岡以東と愛知・石川以西で放送された。
- ナニキル?天気予報（TBS）／どれ☆きよ天気予報（MBS）
後者は前者より1年遅れてスタートしたため、事実上の企画ネットとなった。一社提供スポンサーであるしまむらのアパレルを使ったコーディネートと、翌日の天気予報を伝えるというものだった。
- 健康天気予報
2004年4月から2年間、TBSをはじめJNN主要系列局で放送。2006年4月よりCBC制作全国ネット番組『週刊!健康カレンダー カラダのキモチ』の一コーナーとなったため、企画ネットとしての放送形態は終了。
- BLUEでカンパイ!
2018年4月から宮崎放送で始まり、2019年4月よりRKB毎日放送、2019年10月より熊本放送で放送（現在のところ、e-JNN加盟局の一部で放送）。雲海酒造の一社提供。ナビゲーター・レポーター（前者はMRT、後者はRKB・RKK）及び取材店舗は各局で異なるが、タイトルコールおよびスポンサーの提供読みは各局共通で、雲海酒造イメージキャラクターの吉田羊が行っている。また、放送各局の番組ホームページ上で、番組の配信を行っている。

### テレビ朝日系
- 大正テレビ寄席→まっ昼間!笑っちゃおう→大正週間漫画 ゲラゲラ45→やすきよ笑って日曜日（以上NETテレビ→テレビ朝日）／サモンお笑い劇場（MBS）→日曜笑劇場（ABC）（通算で1963年10月 - 1983年ごろ）
NETテレビ時代、関西地区の準キーであるMBSが日曜日に「サモンお笑い劇場」という上方演芸の番組を編成、また一方で水曜日にNETテレビ制作で江戸演芸を取り上げた「大正テレビ寄席」をそれぞれに放送していたが、それぞれ他地域ではあまりそれらがなじめなかった影響から1963年6月に毎日放送が「テレビ寄席」を、10月度の改編をもってNETテレビが「お笑い劇場」を打ち切り、それぞれの番組の互いのネット受けをやめると共に、放送時間を日曜正午台、かつ提供スポンサーを大正製薬でそろえる形で、事実上企画ネット化した。ただし、10月改編当初は「テレビ寄席」が日本製麺提供で完全な企画ネットという形になっていなかったため、大正製薬提供で揃えられた時期は不明。
ただしMBSでは、1965年4月から8月までサンヨー食品の提供で「タンメンお笑い寄席」に改題して「テレビ寄席」を放送するなど、遅れネットで放送を再開していた期間がある。
関西地区の準キーがABCに変更後も、「日曜正午台・大正製薬提供」のまま、関西地区では上記の番組放送期間中は「日曜笑劇場・あっちこっち丁稚」の放送を行った。なおテレ朝が「-ゲラゲラ45」の後期以後は複数スポンサーの協賛となったさい、ABCもそれに合わせる形を継続した後、ローカルセールスのオールスポットに変更された。
- 朝日新聞テレビ夕刊（NET→テレビ朝日）／毎日新聞夕刊ニュース→毎日新聞テレビ夕刊（MBS）
ネット腸捻転時代の1965年のほぼ同時期に放送を開始したネットワークニュースの番組であるが、新聞社の資本関係の都合、特に大阪の場合は古くから新聞社と放送局の関係が密接であることから[10]、MBSと岡山放送・瀬戸内海放送（後者の2局はいずれも1969年4月開局。当時はまだ「準広域圏」ではなく、両局とも毎日新聞・MBSと資本面でも関係があった）については全国ニュースもNETからネットではなく、MBSが独自に製作したもので放送し、事実上協賛新聞社が異なる企画ネットであった。
なお朝日新聞社の総本部（会社登記上）がある大阪府のABCはJNN協定に基づく共通ネット番組「JNNニュースコープ」を放送しており、腸捻転時代はNET版を放送することはできなかったが、1975年3月30日のネット腸捻転解消（NET=ABC、TBS=MBS）してから、このような変則企画ネットは解消され、「朝日新聞-」はABCに同時ネット、「毎日新聞-」はMBSのローカルニュースとして放送されるようになった（これに伴いOHKとKSBの「毎日新聞-」ネットは終了となり、ABCと同時に「朝日新聞-」の同時ネットに切り替える。OHKは並行で「サンケイ→FNNテレビ日曜夕刊」のネットも行い、1979年4月の香川県への中継局乗り入れによりFNNに統一された）。

### フジテレビ系
- 中日新聞テレビ日曜夕刊
東海テレビ・富山テレビ・石川テレビのローカルニュース番組。前半は『Live News イット!』をネット受け、後半は各県ごとにローカルニュース。北陸では「北陸中日新聞 日曜夕刊」（但し一時期東海テレビと同じ題名「中日新聞日曜夕刊」としたことがあった）として放送。1970年代には福井テレビでも放送していたが、現在は『Live News イット!』として放送。

### テレビ東京系
- ローカルビジネスサテライト
テレビ東京系列5局の夕方ニュース番組内で放送されているコーナー（テレビ北海道のみ夕方に単独番組として放送）。系列各局ごとに、日本経済新聞の記者と共同で経済ニュースを企画・取材するのが大きな特徴。系列各局のYouTubeでも配信されるほか、日経電子版・日経チャンネル・Locipoでは全ての系列局が取材した内容も配信されている。
テレビ東京では放送されていないが、テレビ東京ホールディングス傘下にあるBSテレ東では上記系列各局で放送した内容から選んで放送している。

### 独立県域局
- 競馬展望プラス（首都圏トライアングル／KBS京都）
東名阪ネット6の共通企画ネット番組で、関東版は首都圏トライアングル（テレ玉・チバテレビ・tvk3社）共同制作、関西版はKBS京都の単独製作で、サンテレビと三重テレビにネット。
- 銀玉王
tvk・テレ玉・チバテレビの関東版／TVQ九州放送（TXN系列）の九州版／石川テレビ・チューリップテレビを含めたサンテレビ制作分の関西版の3本が作られたが、関東・九州版は早々終了、関西版も2014年6月に終了されている。
- 〜明日も絶対〜パチるん?
群馬テレビ版／テレ玉版／チバテレビ版、2006年4 - 12月。
- 童謡コーラス
関東版（tvk／テレ玉／TOKYO MX）、中部版（ぎふチャン／三重テレビ）、関西版（サンテレビ／KBS京都／奈良テレビ／テレビ和歌山／びわ湖放送）の各版が制作され、それぞれで公開録画が実施されている。ラジオ関西にはラジオ版もある。

### 複数の系列局にまたぐもの
- ヤン坊マー坊天気予報
CMのみ共通で、天気概況は各エリア毎であり、アニメーションの代わりにイラストを用いた放送局もあった。
- キリンお天気ママさん（TBSテレビ）/キリンお天気ジョッキー（北海道文化放送）
キリンビール一社協賛で、前者は関東、後者は北海道の明日の天気を女性キャスターが伝えていたもの。なお関西地区の毎日放送ではスポンサーのみを企画ネットで、教養アニメーションシリーズ『キリンものしりシリーズ』が長く放送されていた。
- エリアコードドラマ
北海道テレビ、新潟テレビ21、テレビ静岡、名古屋テレビ、毎日放送、福岡放送、熊本放送、沖縄テレビで放送されたもので、ソニーアンティノスレコードが協賛し、同一コンセプトの地域密着型ドラマを展開した。正式な題名の後部には、各放送局の本社所在地の市外局番「例・エリアコードドラマ011、エリアコードドラマ092など」が入っていた。
- 地元応援バラエティ このへん!!トラベラー
北海道テレビ、東北放送、TOKYO MX（2009年9月まで）→テレビ東京（2009年10月 - ）、中京テレビ、朝日放送、福岡放送が吉本興業と共同で製作した京楽産業.協賛番組で、それぞれの地域=北海道、宮城県、東京都、愛知県、大阪府、福岡県の各バージョンを放送。
- AKBでアルバイト（フジテレビ）／NMBのめっちゃバイト（関西テレビ）／SKE48の火曜アルバイト劇場（CBCテレビ）／HKTシャカリキ48!（九州朝日放送）
AKB48とその地方の系列ご当地ユニットをCMキャラクターに起用している求人情報会社が単独協賛しており、番組のコンセプトもほぼ統一されているため、事実上の企画ネットだった。
NGT48・STU48に関しては当時結成されていなかったことと、スポンサーの事業拠点がNGT48の活動拠点である新潟県に存在しなかったことから（STU48の活動拠点である中四国地方には広島市に広島オフィスがある）、同種番組が制作されなかった。
- KICK OFF!
2022年10月より福島県、富山県、愛媛県、熊本県、鹿児島県[11] で先行開始。2023年4月より上記5県とJクラブがない福井県・高知県を除く40都道府県（25放送地域）[12] にも拡大し、全国45都道府県（30放送地域）で放送。原則として「KICK OFF!○○（都道府県名）」のタイトルで放送するが、テレビ信州（長野県）は「KICK OFF! SHINSHU」、広域放送のTBSテレビ（関東7都県）は「KICK OFF! J（ジャパン）」、名古屋テレビ放送（東海3県）は「KICK OFF! TOKAI」、毎日放送（近畿6府県）は「KICK OFF! KANSAI」、日本海テレビジョン放送（鳥取県・島根県）は「KICK OFF! SANIN」、山陽放送（岡山県・香川県）は「KICK OFF! OKAYAMA・KAGAWA」として放送する。
日本サッカー協会・日本プロサッカーリーグ（Jリーグ）が企画・監修、それぞれの都道府県のサッカー協会・Jクラブとも協力を仰ぎ、それぞれの地域ごとのJクラブや各種サッカー大会の情報を提供する。